# Bídnice
Bídnice je dosti nápadný a z části i zalesněný vrch v CHKO České středohoří. Nachází se asi 2 km severozápadně od Litoměřic, asi 1 km severně od sousedního vrchu Radobýl a asi 2,5 km jihozápadně od přírodní památky Hradiště a asi 1,5 km jihovýchodně od vrchu Plešivec. Pod hřbetem táhnoucím se od Radobýlu k Bídnici (a odtud pak dále k vrchu Plešivec a na Hradiště) byla během druhé světové války nacisty vybudována podzemní továrna Richard. Na východním úbočí směrem k Litoměřicím se nalézají sady a zahrádkářská kolonie.